# Phobaeticus sobrinus
Phobaeticus sobrinus är en insektsart som beskrevs av Brunner von Wattenwyl 1907. Phobaeticus sobrinus ingår i släktet Phobaeticus och familjen Phasmatidae. Inga underarter finns listade i Catalogue of Life.